# Кошки
Кошки (Кошкі, пол. Koszki) — село в Польщі, у гміні Орля Більського повіту Підляського воєводства. Населення — 78 осіб (2011).

## Історія
Вперше згадується 1616 року.
У 1975—1998 роках село належало до Білостоцького воєводства.

## Демографія
Демографічна структура станом на 31 березня 2011 року:
|          | Загалом | Допрацездатний вік | Працездатний вік | Постпрацездатний вік |
| -------- | ------- | ------------------ | ---------------- | -------------------- |
| Чоловіки | 44      | 5                  | 24               | 15                   |
| Жінки    | 34      | 2                  | 9                | 23                   |
| Разом    | 78      | 7                  | 33               | 38                   |